# Катар на літніх Олімпійських іграх 2020
Катар на літніх Олімпійських іграх 2020 представляли шістнадцять спортсменів у семи видах спорту.

## Спортсмени
| Вид спорту            | Чоловіки | Жінки | Загалом |
| --------------------- | -------- | ----- | ------- |
| Легка атлетика        | 7        | 1     | 8       |
| Дзюдо                 | 1        | 0     | 1       |
| Академічне веслування | 0        | 1     | 1       |
| Стрільба              | 1        | 0     | 1       |
| Плавання              | 1        | 1     | 2       |
| Волейбол              | 2        | 0     | 2       |
| Важка атлетика        | 1        | 0     | 1       |
| Загалом               | 13       | 3     | 16      |

## Медалісти
| Медаль | Спортсмен                | Вид спорту     | Дисципліна                  | Дата     |
| ------ | ------------------------ | -------------- | --------------------------- | -------- |
| Золото | Ібрахім Фаріс Ель-Бах    | Важка атлетика | до 96 кг                    | 31 липня |
| Золото | Есса Баршим Мутаз        | Легка атлетика | стрибки у висоту            | 1 серпня |
| Бронза | Юнусс Чериф Тіджан Ахмед | Волейбол       | Пляжний волейбол (чоловіки) | 7 серпня |

## Академічне веслування
| Спортсмен      | Дисципліна      | Відбіркові запливи | Відбіркові запливи | Втішний заплив | Втішний заплив | Чвертьфінал    | Чвертьфінал    | Півфінал | Півфінал | Фінал   | Фінал |
| Спортсмен      | Дисципліна      | Час                | Місце              | Час            | Місце          | Час            | Місце          | Час      | Місце    | Час     | Місце |
| -------------- | --------------- | ------------------ | ------------------ | -------------- | -------------- | -------------- | -------------- | -------- | -------- | ------- | ----- |
| Тала Абуджбара | одиночки, жінки | 8:06.29            | 5                  | 8:16.88        | 3              | не брав участі | не брав участі | 8:24.24  | 1        | 8:00.22 | 25    |

## Важка атлетика
| Спортсмен     | Дисципліна         | Ривок     | Ривок | Поштовх   | Поштовх | Всього | Місце |
| Спортсмен     | Дисципліна         | Результат | Місце | Результат | Місце   | Всього | Місце |
| ------------- | ------------------ | --------- | ----- | --------- | ------- | ------ | ----- |
| Фарес Ібрахім | до 96 кг, чоловіки | 177       | 2     | 225       | 1       | 403 OR | 1     |

## Волейбол

### Пляжний волейбол
| Спортсмен                | Дисципліна | Відбірковий раунд | Місце | 1/8 фіналу                                                  | Чвертьфінал                                      | Півфінал                                                    | Фінал                                            | Фінал |
| Спортсмен                | Дисципліна | Суперник Рахунок | Місце | Суперник Рахунок                                            | Суперник Рахунок                                 | Суперник Рахунок                                            | Суперник Рахунок                                 | Місце |
| ------------------------ | ---------- | --- | ----- | ----------------------------------------------------------- | ------------------------------------------------ | ----------------------------------------------------------- | ------------------------------------------------ | ----- |
| Ахмед Тіджан Чериф Юнусс | чоловіки   | Гайдріх – Герсон (SUI) Перемога 2–0 (21–17, 21–16) Карамбула – Россі (ITA) Перемога 2–0 (24–22, 21–13) Гібб – Кребб (USA) Перемога 2–0 (21–18, 21–17) | 1 Q   | Далхаусер – Лусена (USA) Перемога 2–1 (14–21, 21–19, 15–11) | Лупо – Ніколаї (ITA) Перемога 2–0 (21–17, 23–21) | Красильніков – Стояновский (ROC) Поразка 0–2 (19–21, 17–21) | Плявіньш – Точ (LAT) Перемога 2–0 (21–12, 21–18) | 3     |

## Дзюдо
| Спортсмен       | Дисципліна         | 1/16 фіналу                 | 1/8 фіналу         | Чвертьфінал        | Півфінал           | Втішний раунд      | Фінал              | Фінал           |
| Спортсмен       | Дисципліна         | Суперник Результат          | Суперник Результат | Суперник Результат | Суперник Результат | Суперник Результат | Суперник Результат | Місце           |
| --------------- | ------------------ | --------------------------- | ------------------ | ------------------ | ------------------ | ------------------ | ------------------ | --------------- |
| Аюб Ель-Ідріссі | до 66 кг, чоловіки | Міньков (BLR) Поразка 00–10 | Завершив виступ    | Завершив виступ    | Завершив виступ    | Завершив виступ    | Завершив виступ    | Завершив виступ |

## Легка атлетика

### Бігові дисципліни
| Спортсмен                | Дисципліна                  | Забіг          | Забіг          | Чвертьфінал      | Чвертьфінал      | Півфінал         | Півфінал         | Фінал            | Фінал            |
| Спортсмен                | Дисципліна                  | Результат      | Місце          | Результат        | Місце            | Результат        | Місце            | Результат        | Місце            |
| ------------------------ | --------------------------- | -------------- | -------------- | ---------------- | ---------------- | ---------------- | ---------------- | ---------------- | ---------------- |
| Фемі Огуноде             | 100 м, чоловіки             | не брав участі | не брав участі | 10.02            | 2 Q              | 10.17            | 8                | Завершив виступ  | Завершив виступ  |
| Абубакер Хайдар Абдалла  | 800 м, чоловіки             | 1:47.45        | 6              | Н/Д              | Н/Д              | Завершив виступ  | Завершив виступ  | Завершив виступ  | Завершив виступ  |
| Абдірахман Саїд Хасан    | 1500 м, чоловіки            | DNF            | DNF            | Н/Д              | Н/Д              | Завершив виступ  | Завершив виступ  | Завершив виступ  | Завершив виступ  |
| Адам Алі Мусаб           | 1500 м, чоловіки            | 3:42.55        | 15             | Н/Д              | Н/Д              | Завершив виступ  | Завершив виступ  | Завершив виступ  | Завершив виступ  |
| Абдеррахман Самба        | 400 м з бар'єрами, чоловіки | 48.38          | 1 Q            | Н/Д              | Н/Д              | 47.47 SB         | 2 Q              | 47.12 SB         | 5                |
| Башаїр Обайд Аль-Манварі | 100 м, жінки                | 13.12 PB       | 6              | Завершила виступ | Завершила виступ | Завершила виступ | Завершила виступ | Завершила виступ | Завершила виступ |

### Стрибки
| Спортсмен         | Дисципліна                 | Кваліфікація | Кваліфікація | Фінал     | Фінал |
| Спортсмен         | Дисципліна                 | Результат    | Місце        | Результат | Місце |
| ----------------- | -------------------------- | ------------ | ------------ | --------- | ----- |
| Мутаз Есса Баршим | Стрибки у висоту, чоловіки | 2.28         | =1 q         | 2.37 SB   | 1     |

### Метання
| Спортсмен            | Дисципліна               | Кваліфікація | Кваліфікація | Фінал           | Фінал           |
| Спортсмен            | Дисципліна               | Результат    | Місце        | Результат       | Місце           |
| -------------------- | ------------------------ | ------------ | ------------ | --------------- | --------------- |
| Ашраф Амжад Ельсейфі | Метання молота, чоловіки | 71.84        | 26           | Завершив виступ | Завершив виступ |

## Плавання
| Спортсмен             | Дисципліна                 | Відбірковий заплив | Відбірковий заплив | Півфінал         | Півфінал         | Фінал            | Фінал            |
| Спортсмен             | Дисципліна                 | Час                | Місце              | Час              | Місце            | Час              | Місце            |
| --------------------- | -------------------------- | ------------------ | ------------------ | ---------------- | ---------------- | ---------------- | ---------------- |
| Абдулазіз Аль-Обайдлі | 200 м брасом, чоловіки     | 2:23.22            | 39                 | Завершив виступ  | Завершив виступ  | Завершив виступ  | Завершив виступ  |
| Нада Аркаджі          | 50 м вільним стилем, жінки | DNS                | DNS                | Завершила виступ | Завершила виступ | Завершила виступ | Завершила виступ |

## Стрільба
| Спортсмен            | Дисципліна     | Кваліфікація | Кваліфікація | Фінал           | Фінал           |
| Спортсмен            | Дисципліна     | Очки         | Місце        | Очки            | Місце           |
| -------------------- | -------------- | ------------ | ------------ | --------------- | --------------- |
| Мохаммед Аль-Румаїхі | трап, чоловіки | 121          | 13           | Завершив виступ | Завершив виступ |